# NGC 1425
NGC 1425 ist  eine Spiralgalaxie mit ausgedehnten Sternentstehungsgebieten vom Hubble-Typ Sb im Sternbild Fornax am Südsternhimmel. Sie ist schätzungsweise 63 Millionen Lichtjahre von der Milchstraße entfernt, hat einen Durchmesser von etwa 160.000 Lichtjahren und gilt als Mitglied des Fornax-Galaxienhaufens.
Das Objekt wurde am 9. Oktober 1790 von dem deutsch-britischen Astronomen Wilhelm Herschel entdeckt.